# Дорнування
Дорнува́ння (нім. Dornen від нім. Dorn — металевий шип, дорн; англ. mandrelling process) або калібрува́ння о́творів — вид обробки заготовок методом холодного пластичного деформування. Суть процесу дорнування полягає у переміщенні жорсткого робочого інструмента (дорна) з натягом в отворі заготовки. У процесі обробки за рахунок натягу забезпечується зміцнення металу у поверхневому шарі, загладжування шорсткості, зміна форм і розмірів поперечного перерізу отвору чи заготовки у цілому. Розміри поперечного перерізу інструмента є більшим за розмір поперечного перерізу отвору заготовки на величину натягу.

## Інструмент
Найпростішим інструментом для калібрування отворів може слугувати кулька, яка проштовхується крізь отвір штоком. Роль інструмента може виконувати калібрувальна оправка — дорн, до якого прикладається осьове зусилля для протягування чи проштовхування крізь отвір. Дорни виготовляють одноелементними, багатоелементними і збірними. Кожен з елементів має свій розмір. Деформувальні елементи виготовляють з твердих сплавів або загартованих до високої твердості інструментальних сталей.
За конструктивним виконанням застосовуються різноманітні дорни, але усі вони мають спільні ознаки у межах робочої частини:
- забірну частину, що виконує основну роботу деформування металу заготовки;
- циліндричну частину, яка підвищує зносостійкість дорна та покращує якість обробленої поверхні;
- задню частину, що призначена для зменшення сил тертя при дорнуванні, а отже, і зменшення тягового зусилля.

За характером роботи деформувального елемента (в умовах ковзання чи кочення) дорни поділяються на дорни кочення і дорни ковзання.
Процес обробки здійснюється або на горизонтально-протяжних верстатах, або на гідропресах за один або декілька проходів інструмента.

## Види дорнування
Дорнування поділяють на поверхневе і об'ємне.
- Поверхневе дорнування забезпечує оброблення отворів з точністю 6…9 квалітетів та шорсткістю — Ra = 0,32…0,04 мкм. При поверхневому дорнуванні пластично деформується поверхневий шар. Поверхневе дорнування належить до методів поверхневого пластичного деформування (ППД).
- Об'ємне дорнування належить до методів оброблення металів тиском (ОМТ), пластичне деформування відбувається по усьому поперечному перерізу деталі. оброблення При об'ємному дорнуванні у заготовках за один робочий хід багатозубого дорна можна отримати отвори точністю IT11 й шорсткістю оброблених поверхонь — Ra = 0,63…0,04 мкм. За допомогою об'ємного дорнування обробляються отвори великої довжини, трубні заготовки або вироби, виконані у вигляді гільз. Така операція, якій можна піддавати отвори практично будь-якої довжини, зберігаючи їх прямолінійність, є альтернативою чорновому розточуванню.

За технологічними особливостями виконання дорнування може бути вільним і невільним. При вільному дорнуванні, якому переважно піддаються безшовні й електрозварні труби зі стінками середньої товщини, величина деформування зовнішніх поверхонь оброблюваних виробів не обумовлюється.
Невільному дорнуванню переважно піддаються внутрішні отвори у тонкостінних трубних виробах. При виконанні такої технологічної операції відсутні такі наслідки обробки як:
- викривлення осі оброблюваної заготовки;
- втрата стійкості заготовки у її поздовжньому напрямку;
- ділянки поверхні, вигладжування яких виконане неякісно.

Щоб забезпечити таку високу якість обробки, при невільному дорнуванні виріб закріплюють у спеціальних обоймах, що мають високу жорсткість і пружність. Нерідко таку операцію поєднують з холодним редукуванням, в процесі якого діаметр оброблюваного отвору та інструменту зменшують шляхом охолодження до низьких температур.

## Схеми дорнування
За напрямом прикладання зусилля стосовно заготовки існують три основні схеми дорнування:
- стискувальне — схема, за якою виконується переважна більшість процесів поверхневого дорнування;
- розтягувальне, що застосовується при об'ємному дорнуванні довгих деталей;
- змішане — схема розтягу-стискання.

## Основні параметри
Технологи керуються такими параметрами операції дорнування, як:
- абсолютний і відносний натяг;
- швидкість обробки (дорнування);
- зусилля при обробці;
- відносна деформація.

Натяг, який є одним з основних параметрів дорнування, являє собою різницю між діаметрами оброблюваного отвору і розміром поперечного перерізу використовуваного інструменту. Якщо даний показник занадто великий, то при обробці не вдасться сформувати поверхню з необхідним рівнем шорсткості. Обираючи цей параметр, слід враховувати як ступінь пластичності виробу, так і його характеристики. Під відносним натягом дорнування розуміють величину, що отримується з відношення розміру обробленого або необробленого отвору до величини звичайного натягу.
Під силою, з якою виконується дорнування, маються на увазі зусилля, з якими інструмент діє на стінки отвору в радіальному і осьовому напрямках. За допомогою зусилля, що створюється інструментом в радіальному напрямку, збільшується поперечний переріз оброблюваного отвору, а сила, створювана дорном в напрямку осі оброблюваної заготовки, дозволяє видаляти дрібні нерівності з її внутрішньої поверхні.
Відносна деформація, яка вимірюється у відсотках, дає можливість визначити, наскільки змінився при дорнуванні зовнішній діаметр оброблюваного виробу.